# مهد (ريمة)
مهد هي إحدى قرى مديرية الجبين بمحافظة ريمة اليمنية، بلغ تعداد سكانها 1013 نسمة حسب إحصاء اليمن لعام 2004.